# Tiro com arco nos Jogos Olímpicos de Verão de 1920
O tiro com arco nos Jogos Olímpicos de Verão de 1920 foi realizado em Antuérpia, na Bélgica, após 12 anos de ausência. Porém seu regresso foi tímido, com arqueiros de apenas três países: 14 da Bélgica, país anfitrião, e outros 8 representantes de França e Países Baixos. Todos os eventos foram exclusivamente masculinos.

## Alvo grande fixo individual
| Pos. | País          | Atletas            | Pontos |
| ---- | ------------- | ------------------ | ------ |
|      | Bélgica (BEL) | Edmond Cloetens    | 13     |
|      | Bélgica (BEL) | Louis van de Perck | 11     |
|      | Bélgica (BEL) | Firmin Flamand     | 7      |

## Alvo grande fixo por equipe
| Ouro | Prata  | Bronze |
| Bélgica (BEL) Edmond Cloetens Louis van de Perck Firmin Flamand Edmond van Moer Joseph Hermans Auguste van de Verre | nenhum | nenhum |

## Alvo pequeno fixo individual
| Pos. | País          | Atletas            | Pontos |
| ---- | ------------- | ------------------ | ------ |
|      | Bélgica (BEL) | Edmond Cloetens    | 11     |
|      | Bélgica (BEL) | Louis van de Perck | 8      |
|      | Bélgica (BEL) | Firmin Flamand     | 6      |

## Alvo pequeno fixo por equipe
| Ouro | Prata  | Bronze |
| Bélgica (BEL) Edmond Cloetens Louis van de Perck Firmin Flamand Edmond van Moer Joseph Hermans Auguste van de Verre | nenhum | nenhum |

## Alvo em movimento 50 m individual
| Pos. | País          | Atletas            | Pontos |
| ---- | ------------- | ------------------ | ------ |
|      | França (FRA)  | Julien Louis Brule | 134    |
|      | Bélgica (BEL) | Hubert van Innis   | 106    |
|      | -             | nenhum             | -      |

## Alvo em movimento 50 m por equipe
| Ouro | Prata | Bronze |
| Bélgica (BEL) Pontos: 2701 Hubert van Innis Alphonse Allaert Edmond de Knibber Louis Delcon Jérome de Mayer Pierre van Thielt Louis Fierens Louis van Beeck | França (FRA) Pontos: 2493 Julien Louis Brule Léonce Gaston Quentin Pascal Fauvel Eugène Grizot Eugène Richez Artur Mabellon Léon Epin Paul Leroy | nenhum |

## Alvo em movimento 33 m individual
| Pos. | País          | Atletas            | Pontos |
| ---- | ------------- | ------------------ | ------ |
|      | Bélgica (BEL) | Hubert van Innis   | 139    |
|      | França (FRA)  | Julien Louis Brule | 94     |
|      | -             | nenhum             | -      |

## Alvo em movimento 33 m por equipe
| Ouro | Prata | Bronze |
| Bélgica (BEL) Pontos: 2958 Hubert van Innis Alphonse Allaert Edmond de Knibber Louis Delcon Jérome de Mayer Pierre van Thielt Louis Fierens Louis van Beeck | França (FRA) Pontos: 2586 Julien Louis Brule Léonce Gaston Quentin Pascal Fauvel Eugène Grizot Eugène Richez Artur Mabellon Léon Epin Paul Leroy | nenhum |

## Alvo em movimento 28 m individual
| Pos. | País          | Atletas               | Pontos |
| ---- | ------------- | --------------------- | ------ |
|      | Bélgica (BEL) | Hubert van Innis      | 144    |
|      | França (FRA)  | Léonce Gaston Quentin | 115    |
|      | -             | nenhum                | -      |

## Alvo em movimento 28 m por equipe
| Ouro | Prata | Bronze |
| Países Baixos (NED) Pontos: 3087 Adrianus Theeuwes Hendrikus van Bussell Jan Packbiers Adrianus van Merrienboer Johannes van Gastel Theodorus Willems Petrus de Brouwer Jan-Babtiest-Jozef van Gestel | Bélgica (BEL) Pontos: 2924 Hubert van Innis Alphonse Allaert Edmond de Knibber Louis Delcon Jérome de Mayer Pierre van Thielt Louis Fierens Louis van Beeck | França (FRA) Pontos: 2328 Julien Louis Brule Léonce Gaston Quentin Pascal Fauvel Eugène Grizot Eugène Richez Artur Mabellon Léon Epin Paul Leroy |

## Quadro de medalhas do tiro com arco
| Ordem  | País              | Medalha de ouro | Medalha de prata | Medalha de bronze | Total |
| ------ | ----------------- | --------------- | ---------------- | ----------------- | ----- |
| 1      | BEL Bélgica       | 8               | 4                | 2                 | 14    |
| 2      | FRA França        | 1               | 4                | 1                 | 6     |
| 3      | NED Países Baixos | 1               | 0                | 0                 | 1     |
| Total: | Total:            | 10              | 8                | 3                 | 21    |